# Фаусто Ельгуяр
Фаусто Ельгуяр (ісп. Fausto Fermín de Elhuyar) (11 жовтня 1755,  Логроньйо — 6 лютого 1833, Мадрид) — іспанський хімік.
У 1783 році разом із своїм братом Хуаном Хосе Ельгуяром відкрив хімічний елемент вольфрам.